# Hey Mama!
Hey Mama! é o extended play de estreia do Exo-CBX, a primeira subunidade oficial do grupo sul-coreano Exo. Foi lançado em 31 de outubro de 2016 pela S.M. Entertainment e distribuído pela KT Music. O EP é composto em cinco faixas de uma variedade de gêneros.

## Antecedentes e lançamento
Em 24 de outubro de 2016, a S.M. Entertainment anunciou que Chen, Baekhyun e Xiumin estreariam como a primeira subunidade oficial de EXO, EXO-CBX com um extended play intitulado Hey Mama!. Em 25 de outubro, um teaser para o videoclipe da faixa-título "Hey Mama!" foi revelado. Em 27 de outubro, um medley de destaque, com previews de faixas do álbum, estreou no Beats 1 da Apple Music . O álbum e o vídeo musical da faixa título foram lançados em 31 de outubro. Em 7 de novembro de 2016, a S.M Entertainment lançou o vídeo musical da canção "The One" em sua conta oficial do YouTube.

## Single
A faixa principal é intitulada "Hey Mama!" ("Mama" referindo-se a uma mulher atraente) e fala sobre desfrutar de festas para torná-lo um dia especial. A canção alcançou o topo de seis gráficos semanais sul-coreanos em tempo real logo após seu lançamento, com as outras músicas seguindo para trás. Também alcançou o número um no iTunes em 7 países, incluindo Coreia do Sul, Peru, Singapura, Tailândia, Filipinas, Hong Kong e Brunei, bem como número dois em Taiwan e na Indonésia. "Hey Mama!" Foi coreografada por Kyle Hanagami, que previamente havia coreografado para Girls' Generation, After School, Red Velvet e Black Pink. Seu vídeo musical alcançou 2 milhões de visualizações no YouTube no prazo de 9 horas após ter sido liberado.

## Promoções
Um evento promocional para Hey Mama! foi realizado em 31 de outubro às 8:00 (KST) em um estágio especial localizado no lado leste de Samseong-dong COEX em Seul. O evento foi transmitido ao vivo no canal do EXO no V App. EXO-CBX sua performance de estreia no M! Countdown em 3 de novembro, mais tarde no  Music Bank da KBS e Show! Music Core da MBC.

## Recepção
Hey Mama! estreou no topo da Billboard World Albums Chart e Gaon Weekly Album Chart.

### Desempenho comercial
O álbum vendeu 276.000 cópias apenas em 2016. "Hey Mama!" tornou-se o álbum mais vendido por uma subunidade em 2016 no Gaon Chart, com 275.191 cópias e no Hanteo com 202.281 cópias vendidas.

## Lista de faixas
| N.º            | Título                | Letras                                                 | Música                                                                                        | Duração |  |
| 1.             | "The One"             | JQ Bae Sung-hyun Jang Yeo-jin Seolim (Makeumine Works) | LDN Noise Adrian Mckinnon Tay Jasper                                                          | 03:29   |  |
| 2.             | "Hey Mama!"           | Jo Yoon-kyung                                          | Shin Hyuk Mrey Jayrah Gibson Davey Nate DK                                                    | 03:25   |  |
| 3.             | "Rhythm After Summer" | Kenzie                                                 | Kenzie Joseph "Joe Millionaire" Foster Kameron "Grae" Alexander MZMC Otha "Vakseen" Davis III | 03:30   |  |
| 4.             | "Juliet"              | Jam Factory                                            | Justin Reinstein Lee Joohyoung                                                                | 03:35   |  |
| 5.             | "Cherish"             | 100%Seo-jung                                           | David Anthony Eames                                                                           | 03:25   |  |
| Duração total: | Duração total:        | Duração total:                                         | Duração total:                                                                                | 17:24   |  |

## Paradas musicais

### Gráficos semanais
| Gráfico (2016)                         | Melhores posições |
| -------------------------------------- | ----------------- |
| South Korean Weekly Album Chart (Gaon) | 1                 |
| Japanese Albums (Oricon)               | 14                |
| US World Albums (Billboard)            | 1                 |

### Gráficos mensais
| Gráfico (2016)                           | Melhores posições |
| ---------------------------------------- | ----------------- |
| South Korean Monthly Albums Chart (Gaon) | 2                 |

### Gráficos anuais
| Gráfico (2016)                              | Melhores posições |
| ------------------------------------------- | ----------------- |
| South Korean 2016 Yearly Album Chart (Gaon) | 6                 |
| Chinese Albums (YinYueTai Vchart)           | 13                |

## Vendas
| Gráfico            | Vendas   |
| ------------------ | -------- |
| South Korea (Gaon) | 284,324+ |
| Japan (Oricon)     | 11,445+  |

## Prêmios e indicações

### Programas musicais
| Canção      | Programa       | Data                   |
| ----------- | -------------- | ---------------------- |
| "Hey Mama!" | The Show (SBS) | 15 de novembro de 2016 |

## Histórico de lançamento
| País          | Data                  | Formato             | Gravadora                   |
| ------------- | --------------------- | ------------------- | --------------------------- |
| Mundialmente  | 31 de outubro de 2016 | Digital download    | S.M. Entertainment          |
| Coreia do Sul | 31 de outubro de 2016 | CD Digital download | S.M. Entertainment KT Music |